# S Riachuelo (S-40)
O S Riachuelo (S 40) é um submarino brasileiro, líder da Classe Riachuelo, derivada da Classe Scorpène francesa. 
As embarcações da Classe Riachuelo são maiores no comprimento, tonelagem e capacidade de carga em relação aos originais franceses. A versão brasileira têm 71,62 metros e 1.870 toneladas, ante os 66,4 metros e 1.717 toneladas dos Scorpènes.

## Histórico
As previsões iniciais da Marinha para a entrega do S-40 eram para o ano de 2015,  porém, após alguns adiamentos, a embarcação foi lançada ao mar em dezembro de 2018, a fim de iniciar a fase de testes de aceitação da plataforma, com dois anos de duração, mais seis meses de provas dos sistemas de combate, com sua incorporação ao setor operativo (Força de Submarinos) em setembro de 2022.
A primeira etapa de construção deste submarino se deu na França, na sede da DCNS, com o corte das primeiras chapas de aço que estruturam a vante. Neste ponto iniciou-se a transferência de tecnologia dos técnicos franceses para os brasileiros. Em 16 de julho de 2011, no Brasil, outras partes de chapas foram cortadas. Posteriormente, foram feitas as estruturas conhecidas como cavernas, que reforçam o casco e partes internas. Na metade de 2013, chegaram ao Brasil partes internas fabricadas na França, integradas em seguida. Em setembro de 2015, a primeira etapa de construção foi concluída, com a entrega da última seção de casco resistente.
Sua cerimônia de lançamento ocorreu em Itaguaí, no dia 14 de dezembro de 2018, com a presença de diversas autoridades.
Os demais navios da Classe Riachuelo são o S-41 Humaitá, S-42 Tonelero e o S-43 Almirante Karam.

## Nome
O Riachuelo é a sétima embarcação da Marinha do Brasil a receber este nome, em homenagem à Batalha Naval do Riachuelo, ocorrida em 1865, na Guerra da Tríplice Aliança.
Os outros foram:
- Riachuelo - Iate
- Riachuelo - Vapor de Transporte, posteriormente renomeado "Marquês de Caxias"
- Riachuelo - Chata
- Encouraçado Riachuelo - Encouraçado a vapor da Marinha Imperial Brasileira (1884 - 1910)[13]
- S Riachuelo (S-15) - Submarino da Classe Gato, utilizado na Segunda Guerra Mundial pela Marinha dos Estados Unidos, antes de ser incorporado à Marinha do Brasil. (1957 - 1966)[14]
- S Riachuelo (S-22) - Submarino da Classe Oberon, atualmente servindo como museu. (1977 - 1997)[15]

## Características
| Deslocamento | 1.870 toneladas e 2.200 toneladas submerso                                                    |
| Comprimento  | 71,6 metros                                                                                   |
| Diâmetro     | 6,2 metros                                                                                    |
| Calado       | 5,5 metros                                                                                    |
| Boca         | 6,2 metros                                                                                    |
| Propulsão    | 4 x Motores Diesel MTU 16V 396 SE84 (2990cv/hp), 1 x Motor elétrico Jeumont Schneider (2.8MW) |
| Velocidade   | 20 nós (máxima)                                                                               |
| Autonomia    | 70 dias no mar, 13.000 milhas a 8 nós; pode navegar 400 milhas a 4 nós sem usar o snorkel     |
| Profundidade | 300 metros (máxima)                                                                           |
| Armamento    | 18 torpedos F-21 Artemis de 533 mm para 6 tubos lançadores; 8 mísseis Exocet SM 39 ou MANSUP  |
| Tripulação   | 35                                                                                            |

## Submarino nuclear
A Classe Riachuelo foi desenvolvida como uma fase intermediária, a qual está sendo utilizada para a preparação do primeiro submarino com propulsão nuclear do hemisfério sul, o SN Álvaro Alberto, cuja tecnologia foi dominada pela Marinha do Brasil, que será a sétima força do mundo a contar com este tipo de embarcação.